# Xã Marceline, Quận Linn, Missouri
Xã Marceline (tiếng Anh: Marceline Township) là một xã thuộc quận Linn, tiểu bang Missouri, Hoa Kỳ. Năm 2010, dân số của xã này là 2.693 người.